# Scieurac-et-Flourès
 Scieurac-et-Flourès  là một xã thuộc tỉnh Gers trong vùng Occitanie miền nam nước Pháp.